# Elizejske poljane
Elizejske poljane (fr. Champs Élysées) naziv je bulevara u Parizu, simbol velegradske raskoši u kojem se nalaze ulične kavane, luksuzne trgovine, hoteli, restorani, kazališta, muzeji i raskošne palače. Nalazi se u blizini Elizejske palače (sjedište francuskog predsjednika), a povezuje dva značajna pariška trga: Trg Charlesa de Gaullea (Place Charles de Gaulle-Étoile) i Trg sloge ( Place de la Concorde).
Najprestižnija i najšira je ulica Pariza. Jedna je od najpoznatijih ulica na svijetu.